# Chi Ophiuchi
Désignations
Chi Ophiuchi (en abrégé χ Oph) est une étoile variable de la constellation zodiacale d'Ophiuchus. Variant entre la quatrième et la cinquième magnitude, elle est visible à l'œil nu, située proche de la limite avec le Scorpion. D'après la mesure de sa parallaxe annuelle par le satellite Gaia, l'étoile est distante d'environ ∼ 500 a.l. (∼ 153 pc) de la Terre. Elle se rapproche du Système solaire à une vitesse radiale de −19 km/s. Elle est membre du sous-groupe Haut-Scorpion de l'association Scorpion-Centaure, qui est l'association d'étoiles massives de types O et B la plus proche du Système solaire.
Chi Ophiuchi est une étoile bleu-blanc de la séquence principale de type spectral B2Vne, avec la notation « ne » qui indique qu'il s'agit d'une étoile Be dont le spectre présente des raies élargies (« nébuleuses ») en raison de sa rotation rapide. Elle apparaît tourner sur elle-même à une vitesse de rotation projetée (minimale) de 150 km/s. Étant donné que la vitesse critique de l'étoile est de 477 km/s, sa vitesse de rotation réelle doit être nettement plus élevée et l'angle d'inclinaison de ses pôles vu de la Terre doit être faible ; ce dernier est estimé être d'environ 20°.
Chi Ophiuchi est une étoile Be variable. Il s'agit à la fois d'une variable de type Gamma Cassiopeiae ainsi que d'une variable de type Lambda Eridani dont la magnitude apparente varie entre 4,14 et 4,77. Une période de variation de 0,649 jour (15,6 h) est suspectée.
Chi Ophiuchi est une étoile jeune et massive, qui est estimée être âgée de 22,5 millions d'années et être 10,1 fois plus massive que le Soleil. Son rayon est 4,4 fois plus grand que le rayon solaire, elle est approximativement 56 000 fois plus lumineuse que le Soleil et sa température de surface est de 30 000 K. Un faible champ magnétique stellaire a été détecté dans sa chromosphère. L'étoile est entourée par un disque symétrique de gaz éjectés, qui s'étend jusqu'à une distance de 112 R☉ (0,52 ua), et un excès d'émission dans l'infrarouge ainsi que dans les ondes radio a été détecté venant de cette structure.
Abt et Levy (1978) ont catalogué Chi Ophiuchi comme une binaire spectroscopique à raies simples avec une période orbitale de 138,8 jours et avec une excentricité de 0,44, même si les auteurs considèrent ces éléments orbitaux comme marginaux. Eggleton et Tokovinin (2008) la répertorient comme une étoile seule.